# Primera División Uruguaya 1964
Il campionato era formato da dieci squadre e il Peñarol vinse il titolo.

## Classifica finale
| Pos. | Squadra              | G  | V  | N | P  | GF | GS | Punti |
| ---- | -------------------- | -- | -- | - | -- | -- | -- | ----- |
| 1    | Peñarol              | 18 | 16 | 2 | 0  | 42 | 11 | 34    |
| 2    | Rampla Juniors       | 18 | 9  | 4 | 5  | 35 | 24 | 22    |
| 3    | Nacional             | 18 | 9  | 3 | 6  | 29 | 20 | 21    |
| 4    | Montevideo Wanderers | 18 | 7  | 7 | 4  | 26 | 22 | 21    |
| 5    | Cerro                | 18 | 7  | 5 | 6  | 22 | 20 | 19    |
| 6    | Sud América          | 18 | 7  | 4 | 7  | 25 | 27 | 18    |
| 7    | Danubio              | 18 | 4  | 5 | 9  | 25 | 39 | 13    |
| 8    | Defensor             | 18 | 3  | 6 | 9  | 16 | 26 | 12    |
| 9    | Racing Montevideo    | 18 | 3  | 4 | 11 | 16 | 30 | 10    |
| 10   | Fénix                | 18 | 3  | 4 | 11 | 18 | 35 | 10    |

G = Partite giocate; V = Vittorie; N = Nulle/Pareggi; P = Perse; GF = Goal fatti; GS = Goal subiti; 

## Classifica marcatori
| Gol |  |  | Giocatore    | Squadra        |
| --- |  |  | ------------ | -------------- |
| 12  |  |  | Héctor Salvá | Rampla Juniors |